# Бабенківка Перша
Бабенкі́вка Пе́рша (до 1946 Керменчик Третій) — село в Україні, у Каланчацькій селищній громаді Скадовського району Херсонської області. Населення становить 413 осіб.

## Історія
Неподалік від села виявлені сліди поселення осідлих половецьких кочівників.
24 лютого 2022 року село тимчасово окуповане російськими військами під час російсько-української війни.

## Населення
Згідно з переписом УРСР 1989 року чисельність наявного населення села становила 401 особа, з яких 191 чоловік та 210 жінок.
За переписом населення України 2001 року в селі мешкало 406 осіб.

### Мова
Розподіл населення за рідною мовою за даними перепису 2001 року:
| Мова       | Відсоток |
| ---------- | -------- |
| українська | 82,32 %  |
| російська  | 0,97 %   |
| молдовська | 0,24 %   |
| інші       | 16,47 %  |